# Agrochola undosa
Agrochola undosa là một loài bướm đêm trong họ Noctuidae.